# Раймундо Ролон
Раймундо Ролон (ісп. Raimundo Rolón Villasanti; 15 березня 1903 — 17 листопада 1981) — президент Парагваю. Прийшов до влади в результаті військового перевороту, зміщений менш ніж за місяць після цього.

## Життєпис
Ролон з ранніх років присвятив себе військовій кар'єрі. Він закінчив Військову академію з відзнакою, і у 1926 отримав звання лейтенанта. У 1929 Ролон був зарахований до 2-й артилерійського полку «Капітан Роа», у 1933 році, під час Чакської війни підвищений до підполковника.
У лютому того ж року обійняв посаду головного операційного начальника Генерального штабу.
Після війни, в 1939, Ролон був підвищений до полковника, а в 1947, під час громадянської війни, отримав звання бригадного генерала.
Незважаючи на високі принципи професійної лояльності, генерал Ролон виявився втягнутий в інтриги всередині Генерального штабу і з категорії військових перейшов в категорію політиків.
У 1941 приєднався до опозиційної групи під назвою Націоналістичний Революційний рух, створеної Іхініо Моріньїго.
Перейшовши на цивільну службу, Ролон працював начальником поліції столиці, послом у Бразилії і контролером митниці та портів.
У 1948 призначений міністром оборони при президенті Фрутосі.
Фрутоса змінив Хуан Наталісіо Гонсалес, проти якого дозріла змова військових. Серед лідерів цієї змови був Ролон.
Після повалення президента Гонсалеса 30 січня 1949 у президентське крісло був посаджений Ролон, який, як вважається, сам був проти цієї ініціативи. Країна перебувала в стані турбулентності, викликаної тривалими інтригами між військовими і політичними угрупуваннями.
У результаті вже 26 лютого Ролон був заарештований і повалений своїми колишніми сподвижниками — Молас Лопесом і Федеріко Чавесом.
Генерал Раймундо Ролон залишив багату літературну спадщину, присвячену військовій історії Парагваю: «Генеральна битва при Сентено-Гондрі», «Історія Чакської війни» (у 2-х томах) та ін.
Раймундо Ролон помер в Асунсьйоні 17 листопада 1981 року. На честь нього була названа одна з вулиць столиці.